# María Theleríti
María Theleríti (en grec Μαρία Θελερίτη), née le 27 octobre 1961 à Stimagka en Grèce, est une femme politique grecque.

## Biographie
Aux élections législatives grecques de janvier 2015, elle est élue députée au Parlement grec sur la liste de la SYRIZA dans la circonscription de la Corinthie.